# Rotnerviger Schlangenhaut-Ahorn
Der Rotnervige Schlangenhaut-Ahorn (Acer rufinerve) ist eine Pflanzenart aus der Gattung der Ahorne (Acere) in der Familie der Seifenbaumgewächse (Sapindaceae). Das natürliche Verbreitungsgebiet liegt in Japan.

## Beschreibung

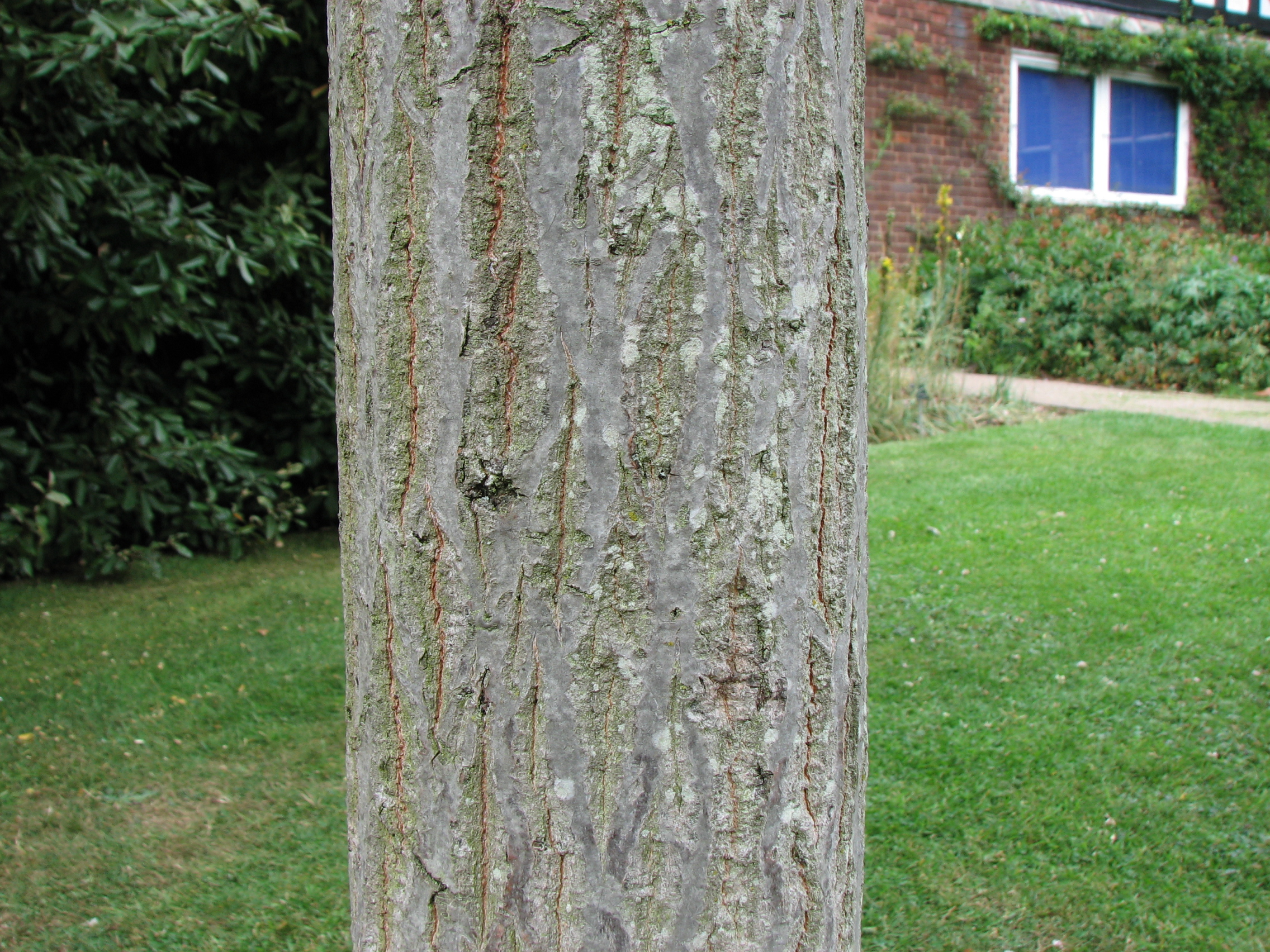
Borke

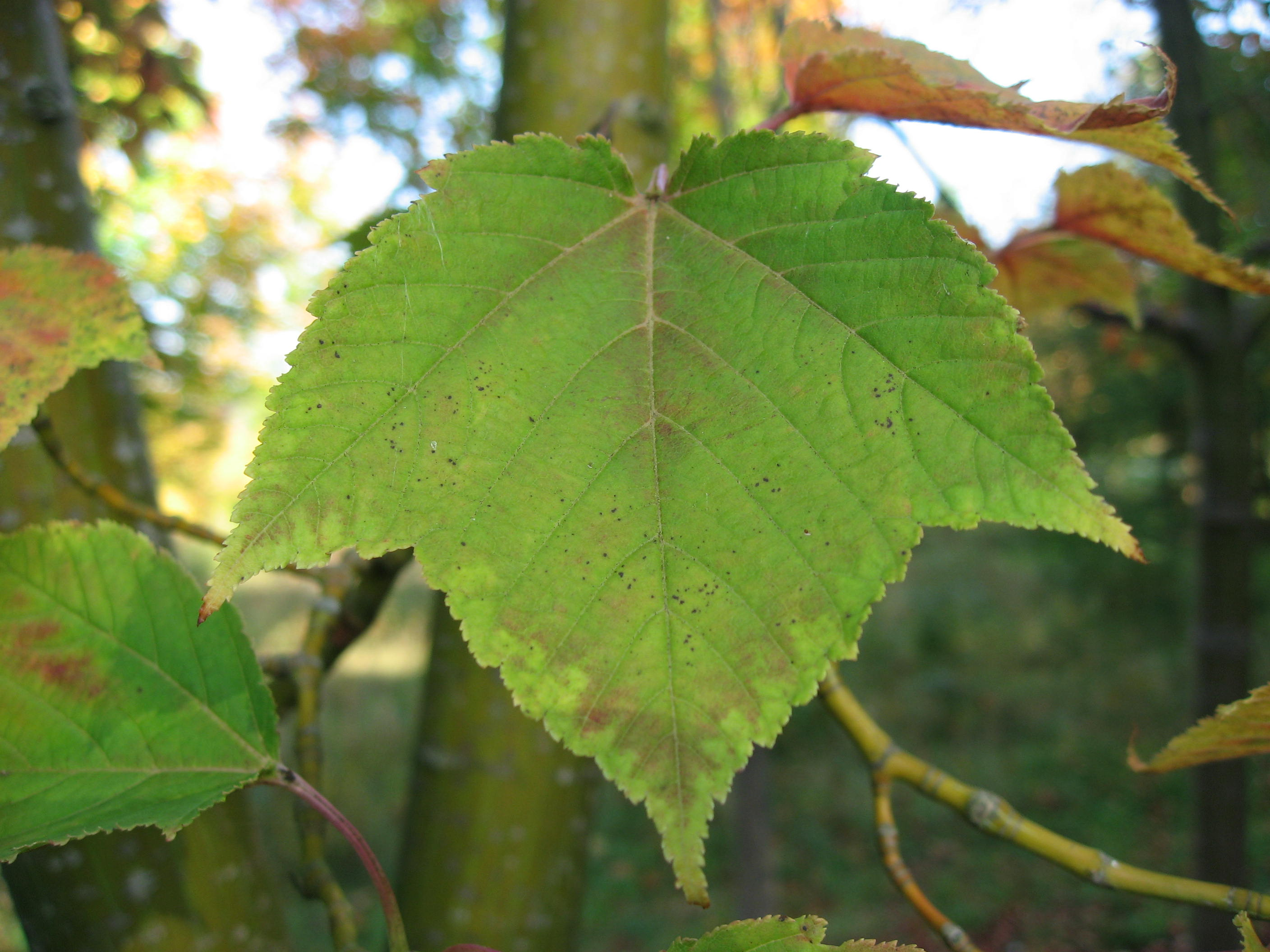
Dreilappiges Laubblatt

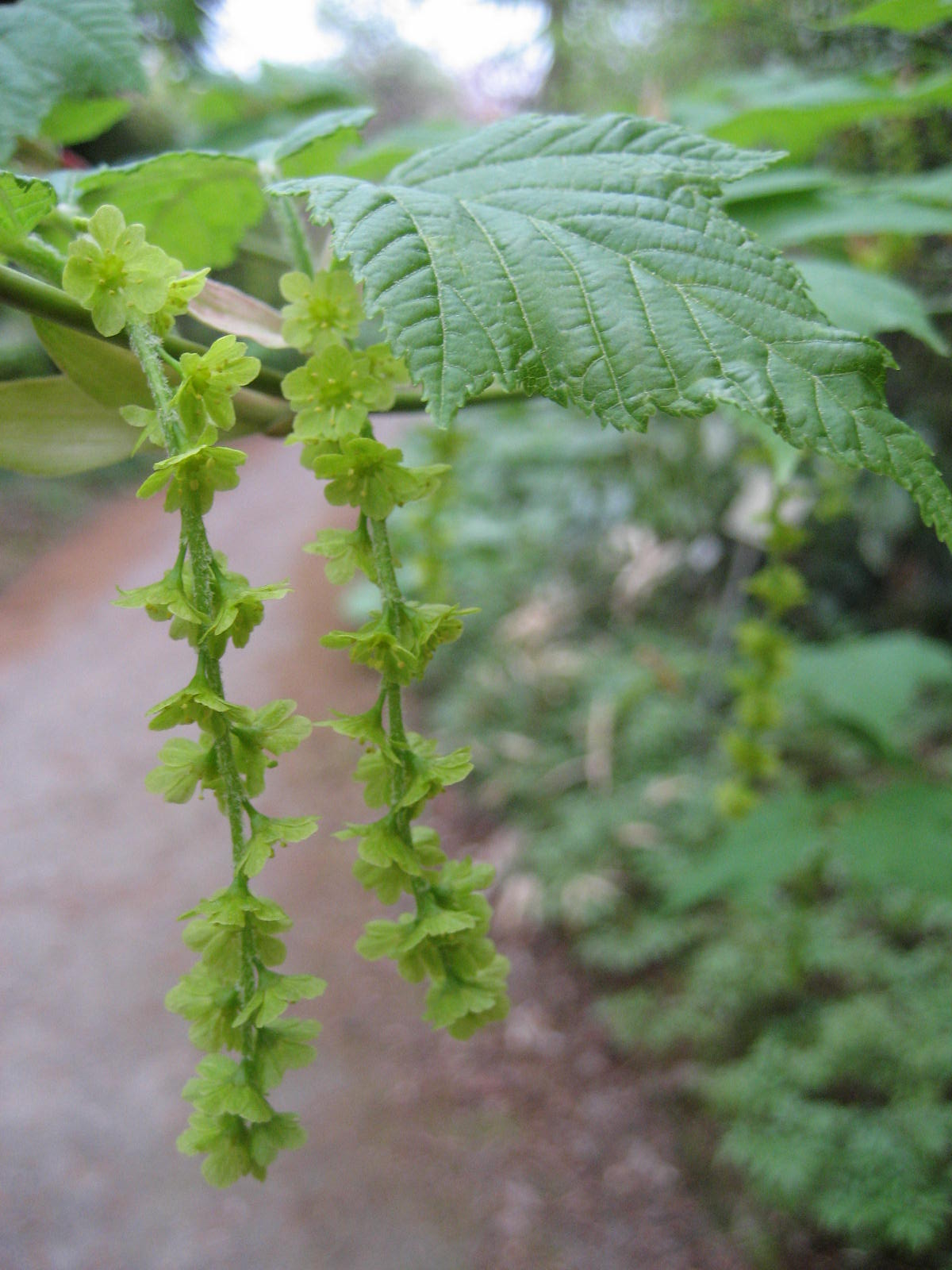
Laubblatt und Blütenstände

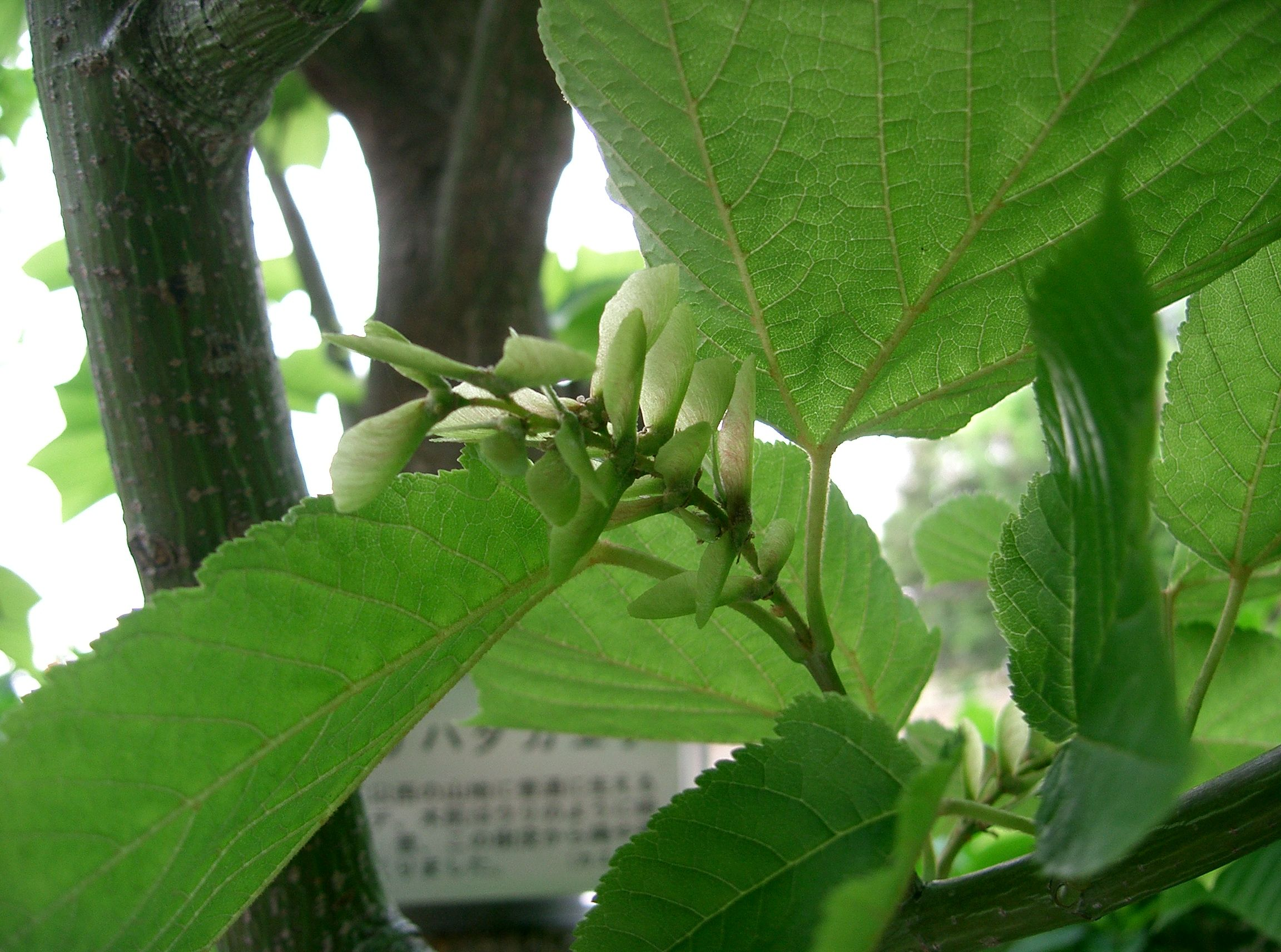
Aufrechter, traubiger Fruchtstand

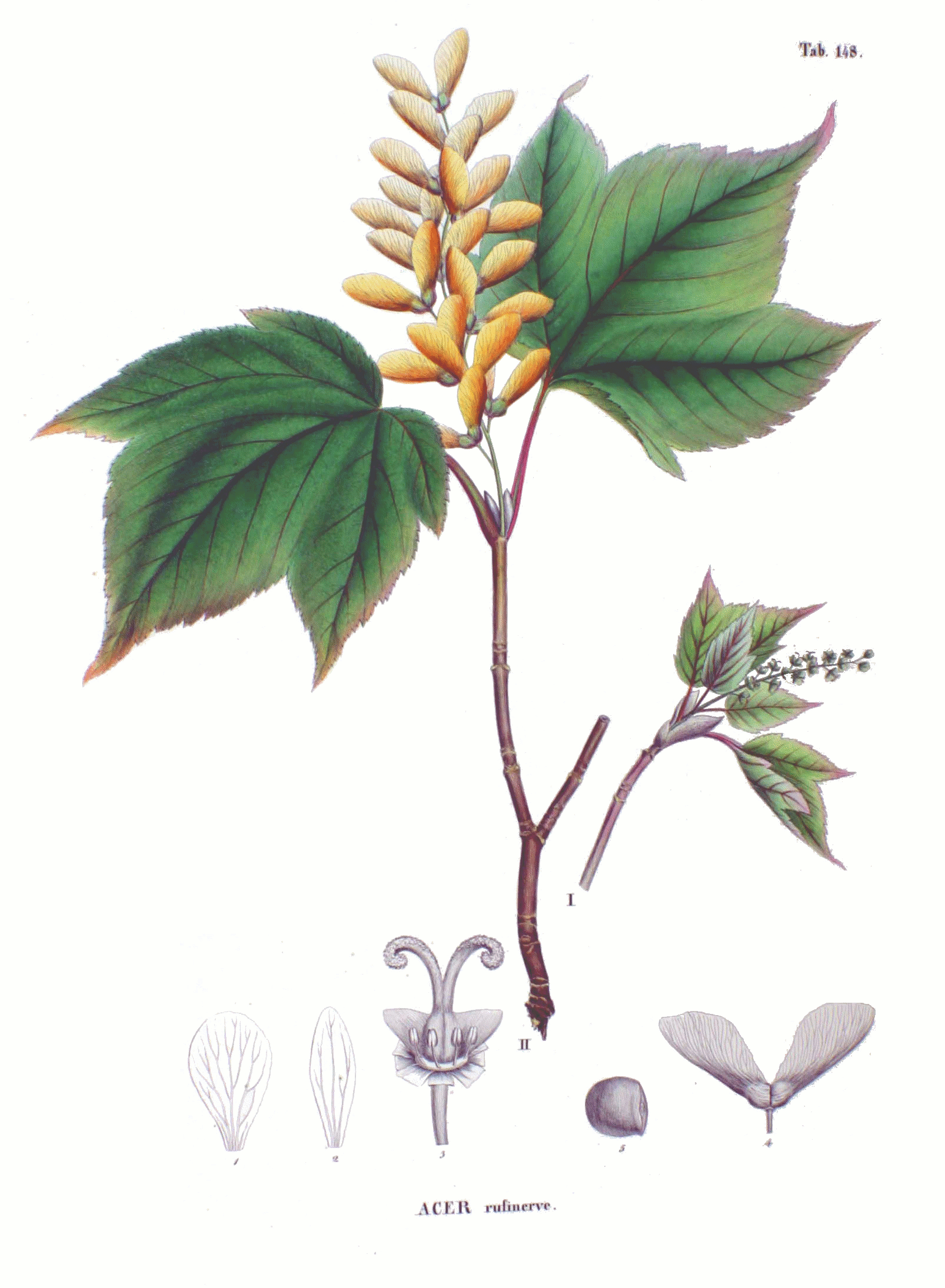
Illustration aus Philipp Franz von Siebold, Joseph Gerhard Zuccarini: Flora Japonica, Sectio Prima (Tafelband), 1870

### Vegetative Merkmale
Der Rotnervige Schlangenhaut-Ahorn wächst als oft mehrstämmiger, kleiner, laubabwerfender Baum und erreicht Wuchshöhen von 12 bis 15 Metern. Er bildet eine regelmäßige, schmal-trichterförmige Baumkrone. Die lange Zeit glatt bleibende Borke ist grün bis silbrig-grün, weiß längsgestreift. Die Rinde der Zweige ist anfangs blauweiß bereift. Die Knospen sind blauweiß bereift.
Die gegenständig an den Zweigen angeordneten Laubblätter sind in Blattstiel und Blattspreite gegliedert. Der Blattstiel ist 2 bis 6 Zentimeter lang. Die dreilappige Blattspreite ist 6 bis 15 Zentimeter breit mit gerundeter Spreitenbasis. Die Seitenlappen stehen etwas oberhalb der Mitte. Der Blattrand ist scharf und unregelmäßig gesägt. Die Blattoberseite ist dunkelgrün und die -unterseite ist etwas heller. Anfangs sind die Blattnerven und Nervenwinkel rotbraun behaart, im Sommer nur mehr die Nervenwinkel. Die Laubblätter färben sich im Herbst orangefarben bis karminrot.

### Generative Merkmale
Die Blütezeit liegt im Mai nach der Laubentfaltung. Die gelbgrünen Blüten sind in endständigen, rostrot behaarten Blütenständen angeordnet. Die Blüten sind eingeschlechtig.
Die Fruchtstiele sind etwa 5 Millimeter lang. Die Früchte sind 2 bis 3 Zentimeter lang, anfangs behaart und  später kahl. Der Flügel ist stumpfwinkelig gespreizt.

## Vorkommen
Das Verbreitungsgebiet liegt nur auf den japanischen Inseln Honshū, Kyushu und Shikoku.
Der Rotnervige Schlangenhaut-Ahorn wächst in kühlfeuchten Wäldern auf mäßig nährstoffreichen, durchlässigen, frischen bis feuchten, sauren bis neutralen, sandig-humosen oder kiesig-humosen Böden an sonnigen bis lichtschattigen Standorten. Der Rotnervige Schlangenhaut-Ahorn ist meist frosthart.

## Systematik
Die Art Acer rufinerve gehört zur Sektion Macrantha aus der Gattung Acer. Die Erstbeschreibung erfolgte 1845 durch Philipp Franz von Siebold und Joseph Gerhard Zuccarini in den Abhandlungen der Mathematisch-Physikalischen Classe der Königlich Bayerischen Akademie der Wissenschaften. München, Band 4, 2, S. 155.

## Verwendung
Der Rotnervige Schlangenhaut-Ahorn wird häufig wegen seiner außergewöhnlichen Herbstfärbung als Zierpflanze verwendet.

## Nachweise